# ويليام غاردنر تشووت
ويليام غاردنر تشووت (بالإنجليزية: William Gardner Choate)‏ هو محامي وقاضي أمريكي، ولد في 30 أغسطس 1830، وتوفي في 14 نوفمبر 1920.